# Insectenshow
De Insectenshow was een voormalige animatronicsshow in het Nederlandse attractiepark Duinrell.

## Details attractie
De attractie opende in 1981 als toevoeging op de Kikkershow die in 1979 werd geopend. Het was hiermee de tweede animatronicsshow in het park. De figuren werden geleverd door Hofmann Figuren. De show duurde ongeveer 15 minuten. De attractie sloot zijn deuren in 1988. In dat jaar opende in plaats van de Insectenshow de Kwakus Kwebbel Show in hetzelfde gebouw waarin een aantal poppen werden hergebruikt.

## Trivia
Er is een langspeelplaat van de Kikkershow en Insectenshow uitgegeven.
Na de opening werd het park verweten antisemitische uitlatingen te hebben gemaakt in de show en in het gestalte dat gegeven werd bij het vervaardigen van de animatronic Mosje de meikever.
Afbeeldingen · Lijst van attracties